# NGC 780
NGC 780 je galaksija u zviježđu Trokut.

## Vanjske poveznice
- SEDS: NGC 780